# Guimaëc
Guimaëc (bretonisch Gwimaeg) ist eine französische Gemeinde im Norden der Bretagne im Département Finistère mit 966 Einwohnern (Stand 1. Januar 2022).

## Lage
Der Ort befindet sich im Norden der Bretagne nahe der Atlantikküste am Ärmelkanal.
Morlaix liegt 15 Kilometer südwestlich, Brest 65 Kilometer südwestlich und Paris etwa 450 Kilometer östlich.
Der Dolmen von Saint-Jean liegt neben einem Feld, beim Weiler Christ nördlich von Guimaëc.

## Verkehr
Bei Morlaix befindet sich die nächste Abfahrt an der Schnellstraße E 50 (Brest-Rennes) und ein Regionalbahnhof an der überwiegend parallel verlaufenden Bahnlinie.
Bei Brest und Rennes befinden sich Regionalflughäfen.

## Bevölkerungsentwicklung
| Jahr                       | 1962 | 1968 | 1975 | 1982 | 1990 | 1999 | 2007 | 2017 | 2020 |
| Einwohner                  | 952  | 910  | 826  | 810  | 880  | 855  | 920  | 947  | 932  |
| Quellen: Cassini und INSEE |      |      |      |      |      |      |      |      |      |

## Sehenswürdigkeiten
- Kirche Saint-Pierre

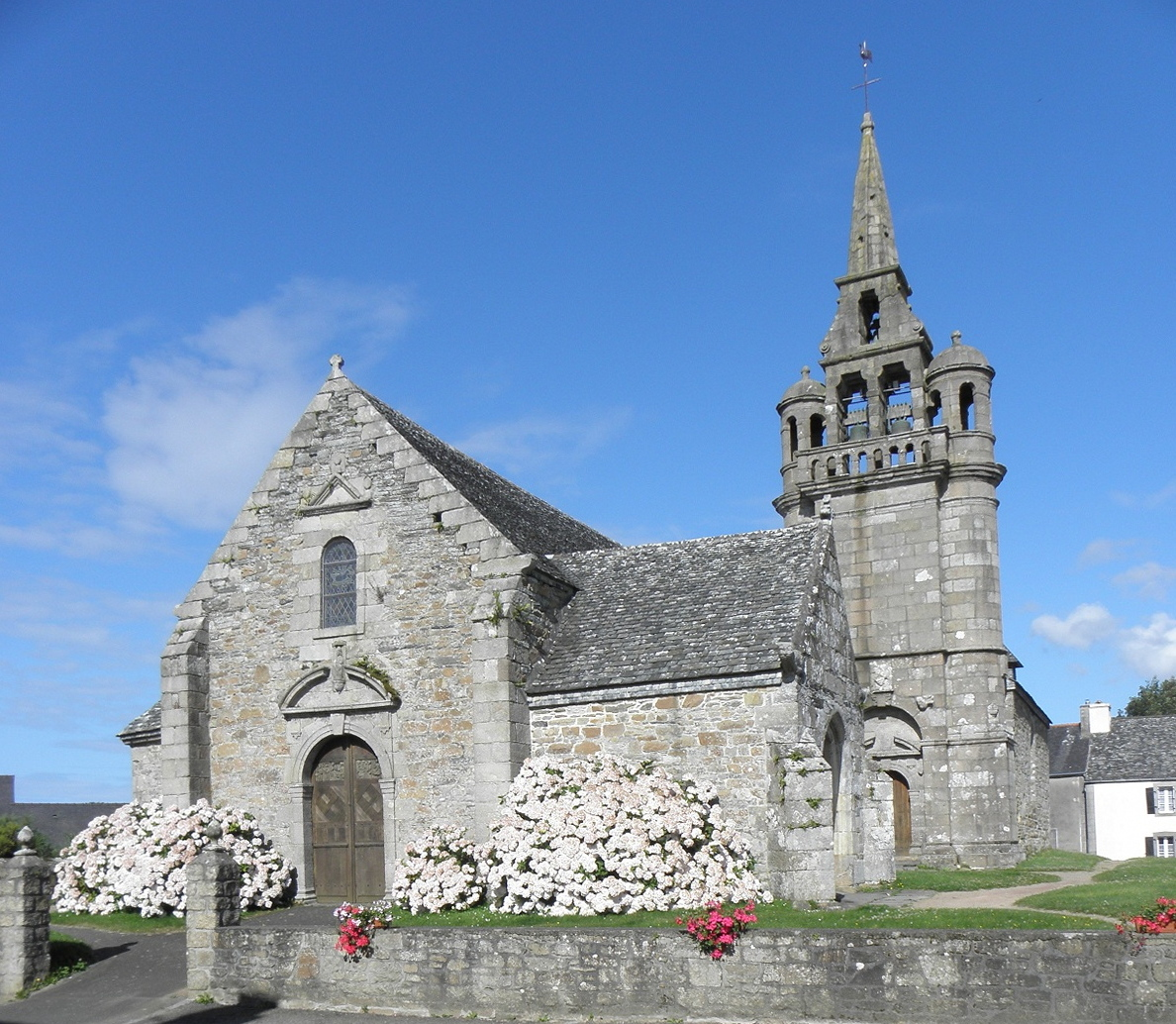
Kirche Saint-Pierre

Siehe auch: Liste der Monuments historiques in Guimaëc